# نیروگاه برق آبی هولدز
نیروگاه برق آبی هولدز (به سوئدی: Höljes kraftverk) یک نیروگاه برقابی و سد در سوئد است که در Torsby Municipality, Värmland County واقع شده‌است.